# UEFA Futsal Championship 2022
Il campionato europeo di calcio a 5 2022 (ufficialmente UEFA Futsal Championship 2022) è stata la 12ª edizione del torneo e si è svolta nei Paesi Bassi. La principale novità nella formula riguarda l'allargamento del numero di partecipanti da 12 a 16.

## Fase finale

### Scelta della sede
La procedura di selezione è partita il 12 ottobre 2018: le candidate hanno avuto tempo fino al 21 gennaio 2019 per manifestare il proprio interesse. Il numero di associazioni interessate è stato di sette:
- Bosnia ed Erzegovina
- Francia
- Kazakistan
- Lituania
- Paesi Bassi
- Portogallo
- Svezia

La data limite per consegnare il dossier di proposta è stata quella del 30 maggio 2019. L'UEFA ha ricevuto tre candidature ufficiali:
- Francia: Lilla e Orchies
- Paesi Bassi: Amsterdam e Groninga
- Portogallo: Lisbona e Porto

L'UEFA ha selezionato i Paesi Bassi come organizzatori il 24 settembre 2019 a Lubiana.

### Impianti
Gli impianti di gioco sono localizzati nelle città di Amsterdam e Groninga.
| Impianto | Ziggo Dome | MartiniPlaza |
| Foto     |            |              |
| -------- | ---------- | ------------ |
| Città    | Amsterdam  | Groninga     |
| Capacità | 17 000     | 4 350        |

### Squadre qualificate
Il grassetto indica che la squadra ha vinto quell'edizione, il corsivo indica che la squadra ha ospitato quell'edizione.
| Qualificate          | In qualità di        | Data              | Pres. | Ult. | Miglior risultato                                   |
| -------------------- | -------------------- | ----------------- | ----- | ---- | --------------------------------------------------- |
| Paesi Bassi          | Organizzatrice       | 24 settembre 2019 | 6ª    | 2014 | 4º posto (1999)                                     |
| Spagna               | Vincitrice Girone 6  | 9 marzo 2021      | 12ª   | 2018 | Campione (1996, 2001, 2005, 2007, 2010, 2012, 2016) |
| Croazia              | Vincitrice Girone 1  | 9 marzo 2021      | 6ª    | 2016 | 4º posto (2012)                                     |
| Russia               | Vincitrice Girone 2  | 9 marzo 2021      | 12ª   | 2018 | Campione (1999)                                     |
| Azerbaigian          | Vincitrice Girone 3  | 9 marzo 2021      | 6ª    | 2018 | 4º posto (2010)                                     |
| Italia               | Vincitrice Girone 7  | 9 marzo 2021      | 12ª   | 2018 | Campione (2003, 2014)                               |
| Bosnia ed Erzegovina | Vincitrice Girone 4  | 10 marzo 2021     | 1ª    | /    | Esordiente                                          |
| Kazakistan           | Vincitrice Girone 5  | 6 aprile 2021     | 3ª    | 2018 | 3º posto (2016)                                     |
| Georgia              | 6ª migliore seconda  | 9 aprile 2021     | 1ª    | /    | Esordiente                                          |
| Slovenia             | Migliore seconda     | 12 aprile 2021    | 7ª    | 2018 | Quarti di finale (2014, 2018)                       |
| Portogallo           | Vincitrice Girone 8  | 12 aprile 2021    | 10ª   | 2018 | Campione (2018)                                     |
| Finlandia            | 5ª migliore seconda  | 13 aprile 2021    | 1ª    | /    | Esordiente                                          |
| Slovacchia           | 3ª migliore seconda  | 13 aprile 2021    | 1ª    | /    | Esordiente                                          |
| Polonia              | 4ª migliore seconda  | 14 aprile 2021    | 3ª    | 2018 | 1º turno (2001, 2018)                               |
| Ucraina              | 2ª migliore seconda  | 16 aprile 2021    | 11ª   | 2018 | 2º posto (2001, 2003)                               |
| Serbia               | Vincitrice spareggio | 17 novembre 2021  | 7ª    | 2018 | 4º posto (2016)                                     |

### Convocazioni
Ogni nazione deve presentare una squadra composta da 14 giocatori con un minimo di due portieri. Le convocazioni devono essere comunicate entro il 18 gennaio.

### Sorteggio dei gruppi
Il sorteggio della fase finale si è svolto il 18 ottobre 2021 alle 18:00 CEST a Zeist, presso il KNVB Campus.
Le nazionali sono state divise in 4 fasce in base alla loro posizione nel ranking; dal momento che l'identità della vincitrice del playoff non era nota al momento del sorteggio, gli è stata assegnata la posizione della Serbia, che aveva il coefficiente più alto.
Il procedimento vedeva dapprima il sorteggio dell'urna 4 (con i padroni in casa già assegnati al gruppo A in posizione 1), poi l'urna 3 e così via. Le squadre sono state assegnate ai gruppi in ordine alfabetico in base all'ordine di uscita, mentre la posizione nel gruppo è stata sorteggiata.
In base alla decisione dell'UEFA Emergency Panel Russia e Ucraina non potevano essere sorteggiate nello stesso gruppo (una nel gruppo A o B e l'altra nel gruppo C o D).
| Nazionale                       | Coefficiente | Ranking |
| ------------------------------- | ------------ | ------- |
| Spagna                          | 2493.789     | 1       |
| Russia                          | 2464.226     | 2       |
| Portogallo (campione in carica) | 2450.616     | 3       |
| Kazakistan                      | 2385.842     | 4       |

| Nazionale   | Coefficiente | Ranking |
| ----------- | ------------ | ------- |
| Croazia     | 2051.042     | 5       |
| Azerbaigian | 2015.589     | 6       |
| Serbia      | 2007.570     | 7       |
| Italia      | 1934.516     | 8       |

| Nazionale            | Coefficiente | Ranking |
| -------------------- | ------------ | ------- |
| Ucraina              | 1856.420     | 10      |
| Slovenia             | 1841.333     | 11      |
| Bosnia ed Erzegovina | 1837.207     | 12      |
| Polonia              | 1781.027     | 13      |

| Nazionale               | Coefficiente | Ranking |
| ----------------------- | ------------ | ------- |
| Finlandia               | 1750.097     | 14      |
| Slovacchia              | 1737.666     | 16      |
| Georgia                 | 1694.055     | 17      |
| Paesi Bassi (ospitante) | 1641.410     | 19      |

## Fase a gironi
Le prime due di ogni girone avanzano ai quarti di finale

Criteri di classificazione
Nella fase a gironi le squadre sono classificate in base ai punti ottenuti (3 per la vittoria, 1 per il pareggio, 0 per la sconfitta). In caso di parità fra più squadre vengono applicati i seguenti criteri:
1. maggior numero di punti nelle partite disputate fra le squadre in questione (scontri diretti);
2. miglior differenza reti nelle partite disputate fra le squadre in questione;
3. maggior numero di gol segnati nelle partite disputate fra le squadre in questione;
4. se alcune squadre sono ancora a pari merito dopo aver applicato questi criteri, essi vengono riapplicati esclusivamente alle partite fra le squadre in questione per determinare la classifica finale. Se la suddetta procedura non porta a un esito, si applicano i seguenti criteri;
5. maggior numero di gol segnati in tutte le partite del girone;
6. calci di rigore, esclusivamente se solo due squadre hanno lo stesso numero di punti e si scontrano nell'ultima giornata (non utilizzato se più di due squadre hanno lo stesso numero di punti o se la loro posizione non è rilevante per la qualificazione;
7. miglior condotta disciplinare (cartellino rosso = 3 punti, cartellino giallo = 1 punto, espulsione per doppia ammonizione = 3 punti);
8. miglior coefficiente UEFA al momento del sorteggio.

Tutti gli orari sono locali, CET (UTC+1).

### Girone A
| Squadra     | P.ti | G | V | N | P | GF | GS | DR |
| ----------- | ---- | - | - | - | - | -- | -- | -- |
| Portogallo  | 9    | 3 | 3 | 0 | 0 | 9  | 3  | +6 |
| Ucraina     | 3    | 3 | 1 | 0 | 2 | 8  | 5  | +3 |
| Paesi Bassi | 3    | 3 | 1 | 0 | 2 | 6  | 9  | -3 |
| Serbia      | 3    | 3 | 1 | 0 | 2 | 6  | 12 | -6 |

| Arbitri: | Nikola Jelić Chiara Perona Vedran Babic |
| Crono:   | David Grøndal Nissen                    |

|                             |           |                                                           |
| Pršić 1'03'’ (rig.), 6'01'’ | Marcatori | 10'33'’ Pauleta 18'11'’ Varela 24'47'’ Jesus 25'17'’ Paçó |

| Arbitri: | Ondřej Černý Jan Kresta Juan José Cordero Gallardo |
| Crono:   | Daniel Matkovic                                    |

|                                                    |           |                               |
| Saadouni 21'34'’ Attaibi 23'16'’ Bouzambou 29'15'’ | Marcatori | 0'52'’ Zvaryč 37'00'’ Šoturma |

| Arbitri: | David Grøndal Nissen Gábor Kovács Cédric Pelissier |
| Crono:   | Admir Zahovič                                      |

|               |           |                                                                                    |
| Tomić 38'59'’ | Marcatori | 1'10'’, 33'54'’ Zvaryč 5'51'’ (aut.) Vasić 14'27'’, 19'12'’ Abakšyn 38'40'’ Korsun |

| Arbitri: | Vedran Babic Kamil Çetin Grigori Ošomkov |
| Crono:   | Nicola Manzione                          |

|                                                              |           |                   |
| Saadouni 5'31'’ (aut.) Varela 19'41'’, 22'56'’ Jesus 39'34'’ | Marcatori | 32'34'’ Bouyouzan |

| Arbitri: | Alejandro Martinez Flores Juan José Cordero Gallardo Grigori Ošomkov |
| Crono:   | Daniel Matkovic                                                      |

|  |           |               |
|  | Marcatori | 36'13"’ Zicky |

| Arbitri: | Chiara Perona Nicola Manzione Kamil Çetin |
| Crono:   | David Grøndal Nissen                      |

|                                      |           |                                                   |
| Martinus 2'08"’ Rakić 22'31"’ (aut.) | Marcatori | 26'23'’ Rajčević 31'35'’ Ramić 32'05"’ Stojcevski |

### Girone B
| Squadra    | P.ti | G | V | N | P | GF | GS | DR |
| ---------- | ---- | - | - | - | - | -- | -- | -- |
| Kazakistan | 7    | 3 | 2 | 1 | 0 | 14 | 7  | +7 |
| Finlandia  | 4    | 3 | 1 | 1 | 1 | 7  | 10 | -3 |
| Slovenia   | 2    | 3 | 0 | 2 | 1 | 7  | 8  | -1 |
| Italia     | 2    | 3 | 0 | 2 | 1 | 6  | 9  | -3 |

| Arbitri: | Cédric Pelissier Victor Berg-Audic Marc Birkett |
| Crono:   | Eduardo Coelho                                  |

|                                                               |           |                                                              |
| Douglas Júnior 15'42'’, 38'02'’ Orazov 24'32'’ Toqaev 35'10'’ | Marcatori | 10'33'’ Totošković 22'50'’ Fideršek 30'42'’ Čeh 32'25'’ Turk |

| Arbitri: | Vladimir Kadykov Petar Radojčić Gábor Kovács |
| Crono:   | Nikola Jelić                                 |

|                                           |           |                                             |
| Nicolodi 2'28'’ De Matos 29'02'’, 38'44'’ | Marcatori | 0'53'’, 29'12'’ Alamikkotervo 32'23'’ Autio |

| Arbitri: | Juan José Cordero Alejandro Martinez Flores David Grøndal Nissen |
| Crono:   | Miguel Castilho                                                  |

|                                |           |                                     |
| Nicolodi 0'40'’ Merlim 31'51'’ | Marcatori | 9'38'’ (aut.) Merlim 28'45'’ Hozjan |

| Arbitri: | Gábor Kovács Vladimir Kadykov Daniel Matkovic |
| Crono:   | Admir Zahovič                                 |

|                               |           |                                                                                  |
| Hosio 12'39'’ Korpela 23'18'’ | Marcatori | 17'02'’, 31'03'’ Orazov 24'06'’ Higuita 28'55'’, 33'09'’ Knaub 39'41'’ Valiullin |

| Arbitri: | Cédric Pelissier Victor Chaix Gábor Kovács |
| Crono:   | Viktor Bugenko                             |

|                |           |                                       |
| Hozjan 37'54'’ | Marcatori | 32'11'’ Jyrkiäinen 34'44'’ Savolainen |

| Arbitri: | Miguel Castilho Cristiano Santos Vladimir Kadykov |
| Crono:   | Admir Zahovič                                     |

|                                                                |           |                  |
| Orazov 5'32'’, 30'00'’ Valiullin 8'16'’ Douglas Júnior 37'06'’ | Marcatori | 12'31'’ Nicolodi |

### Girone C
| Squadra    | P.ti | G | V | N | P | GF | GS | DR  |
| ---------- | ---- | - | - | - | - | -- | -- | --- |
| Russia     | 9    | 3 | 3 | 0 | 0 | 16 | 2  | +14 |
| Slovacchia | 4    | 3 | 1 | 1 | 1 | 8  | 12 | -4  |
| Croazia    | 3    | 3 | 1 | 0 | 2 | 6  | 10 | -4  |
| Polonia    | 1    | 3 | 0 | 1 | 2 | 4  | 10 | -6  |

| Arbitri: | Grigori Ošomkov Viktor Bugenko David Grøndal Nissen |
| Crono:   | Chiara Perona                                       |

|                                                                                              |           |              |
| Antoškin 9'58'’, 22'54'’, 29'35'’ Sokolov 10'21'’, 34'30'’ Robinho 28'16'’ Milovanov 36'33'’ | Marcatori | 2'17'’ Kozár |

| Arbitri: | Eduardo Coelho Miguel Castilho Stefan Vrijens |
| Crono:   | Ondřej Černý                                  |

|              |           |                                                |
| Hoły 13'25'’ | Marcatori | 7'19'’ Horvat 13'40'’ Sekulić 17'17'’ Jelovčić |

| Arbitri: | Victor Chaix Cédric Pelissier Alejandro Martinez Flores |
| Crono:   | David Grøndal Nissen                                    |

|  |           |                                                           |
|  | Marcatori | 2'33'’, 25'55'’ Antoškin 11'11'’ Paulinho 19'15'’ Čiškala |

| Arbitri: | Viktor Bugenko Grigori Ošomkov Chiara Perona |
| Crono:   | Kamil Çetin                                  |

|                             |           |                                  |
| Kriezel 6'24'’ Hoły 32'35'’ | Marcatori | 24'38'’ Ševčík 27'43'’ Drahovský |

| Arbitri: | Grigori Osomkov Viktor Bugenko Nicola Manzione |
| Crono:   | Victor Chaix                                   |

|                                                                          |           |                                                   |
| Směřička 7'20"’, 34'12"’ Kozár 19'44"’ Drahovský 20'06"’, 27'04"’ (rig.) | Marcatori | 14'13"’ Postružin 35'05"’ Horvat 37'54"’ Jelovčić |

| Arbitri: | David Urdánoz Apezteguía Kamil Çetin Alejandro Martinez Flores |
| Crono:   | Chiara Perona                                                  |

|                                                                           |           |                         |
| Sokolov 5'42"’ Davydov 15'31"’ Čiškala 21'11"’, 28'20"’ Milovanov 36'44"’ | Marcatori | 19'24"’ (t.l.) Leszczak |

### Girone D
| Squadra              | P.ti | G | V | N | P | GF | GS | DR  |
| -------------------- | ---- | - | - | - | - | -- | -- | --- |
| Spagna               | 7    | 3 | 2 | 1 | 0 | 15 | 3  | +12 |
| Georgia              | 6    | 3 | 2 | 0 | 1 | 5  | 11 | -6  |
| Azerbaigian          | 4    | 3 | 1 | 1 | 1 | 8  | 7  | +1  |
| Bosnia ed Erzegovina | 0    | 3 | 0 | 0 | 3 | 4  | 11 | -7  |

| Arbitri: | Cédric Pelissier Daniel Matkovic Nikola Jelić |
| Crono:   | Vedran Babic                                  |

|                                                              |           |                       |
| Elisandro 9'31'’ Sebiskveradze 26'54'’ Thales 31'30'’ (rig.) | Marcatori | 5'14'’, 6'26'’ Vilela |

| Arbitri: | Nicola Manzione Chiara Perona Viktor Bugenko |
| Crono:   | Petar Radojcic                               |

|                                                                  |           |                  |
| Gómez 2'39'’ Campos 8'14'’ Lozano 17'10'’ Ortiz 20'56'’, 36'14'’ | Marcatori | 11'30'’ Bošković |

| Arbitri: | Kamil Çetin Vedran Babic Daniel Matkovic |
| Crono:   | Juan José Cordero Gallardo               |

|                  |           |                              |
| Kahvedžić 6'19'’ | Marcatori | 24'59'’ Thales 27'47'’ Petry |

| Arbitri: | Miguel Castilho Gábor Kovács Cristiano Santos |
| Crono:   | Grigori Ošomkov                               |

|                              |           |                                     |
| Gómez 11'28'’ Lozano 30'31'’ | Marcatori | 9'16'’ (aut.) Lozano 16'38'’ Atayev |

| Arbitri: | Ondřej Černy Vedran Babic Cédric Pelissier |
| Crono:   | Vladimir Kadykov                           |

|  |           | |
|  | Marcatori | 8'28"’ Díaz 16'33"’ (t.l.) Lozano 19'24"’ Chino 21'00"’ Solano 22'26"’ (aut.) Todua 26'52"’ Cecilio 31'17"’ Fernández 38'11"’ (aut.) Ghavtadze |

| Arbitri: | Daniel Matkovic David Grøndal Nissen Jan Kresta |
| Crono:   | Gábor Kovács                                    |

|                                                              |           |                                             |
| Bolinha 6'22"’ Borges 10'02"’ Vilela 32'35"’ Cardoso 39'52"’ | Marcatori | 11'50"’ (rig.) Radmilović 31'20"’ Kahvedžić |

## Fase a eliminazione diretta
Nella fase a eliminazione diretta, in caso di parità dopo i tempi regolamentari, sono previsti i tempi supplementari e, in caso di ulteriore parità, i tiri di rigore, eccezion fatta per la finale per il terzo posto in cui non sono previsti tempi supplementari.

### Tabellone
|  | Quarti di finale         | Quarti di finale        |                         |         | Semifinali                | Semifinali                |  |  | Finale                  | Finale |
|  |                          |                         |                         |         |                           |                           |  |  |                         |        |
|  | 31 gennaio - Ziggo Dome  |                         |                         |         |                           |                           |  |  |                         |        |
|  |                          |                         |                         |         |                           |                           |  |  |                         |        |
|  | Portogallo               | 3                       |                         |         |                           |                           |  |  |                         |        |
|  | Portogallo               | 3                       | 4 febbraio - Ziggo Dome |         |                           |                           |  |  |                         |        |
|  | Finlandia                | 2                       |                         |         |                           |                           |  |  |                         |        |
|  | Finlandia                | 2                       | Portogallo              | 3       |                           |                           |  |  |                         |        |
|  | 1º febbraio - Ziggo Dome |                         | Portogallo              | 3       |                           |                           |  |  |                         |        |
|  |                          | Spagna                  | 2                       |         |                           |                           |  |  |                         |        |
|  | Spagna                   | Spagna                  | 2                       | 5       |                           |                           |  |  |                         |        |
|  | Spagna                   |                         | 6 febbraio - Ziggo Dome | 5       |                           |                           |  |  |                         |        |
|  | Slovacchia               | 1                       |                         |         |                           |                           |  |  |                         |        |
|  | Slovacchia               | 1                       | Portogallo              | 4       |                           |                           |  |  |                         |        |
|  | 31 gennaio - Ziggo Dome  |                         | Portogallo              | 4       |                           |                           |  |  |                         |        |
|  |                          | Russia                  | 2                       |         |                           |                           |  |  |                         |        |
|  | Kazakistan               | Russia                  | 2                       | 3       |                           |                           |  |  |                         |        |
|  | Kazakistan               | 4 febbraio - Ziggo Dome |                         | 3       |                           |                           |  |  |                         |        |
|  | Ucraina                  | 5                       |                         |         |                           |                           |  |  |                         |        |
|  | Ucraina                  | 5                       | Ucraina                 | 2       | Finale per il terzo posto | Finale per il terzo posto |  |  |                         |        |
|  | 1º febbraio - Ziggo Dome |                         | Ucraina                 | 2       | Finale per il terzo posto | Finale per il terzo posto |  |  |                         |        |
|  |                          | Russia                  | 3                       |         |                           |                           |  |  |                         |        |
|  | Russia                   | Russia                  | 3                       | 3       | Spagna                    | 4                         |  |  |                         |        |
|  | Russia                   |                         |                         | 3       | Spagna                    | 4                         |  |  |                         |        |
|  | Georgia                  | 1                       |                         | Ucraina | 1                         |                           |  |  |                         |        |
|  | Georgia                  | 1                       |                         |         | 1                         |                           |  |  |                         |        |
|  |                          |                         |                         |         |                           |                           |  |  | 6 febbraio - Ziggo Dome |        |
|  |                          |                         |                         |         |                           |                           |  |  |                         |        |

### Quarti di finale
| Arbitri: | Gábor Kovács Cédric Pelissier Vedran Babic |
| Crono:   | Victor Chaix                               |

|                                      |           |                            |
| Jesus 3'38'’, 14'47'’ Ângelo 29'14'’ | Marcatori | 9'30'’ Hosio 26'54'’ Autio |

| Arbitri: | Juan José Cordero Gallardo Alejandro Martinez Flores David Urdánoz Apezteguía |
| Crono:   | Grigori Ošomkov                                                               |

|                                                |           |                                                                                      |
| Douglas Júnior 33'52'’ Orazov 37'56'’, 39'16'’ | Marcatori | 14'07'’ (rig.) Šoturma 24'51'’ Korsun 29'40'’ Zvaryč 38'19'’ Razuvanov 38'44'’ Lebid |

| Arbitri: | Ondřej Černý Jan Kresta Cristiano Santos |
| Crono:   | Kamil Çetin                              |

|                                          |           |               |
| Nijazov 22'08'’ Čiškala 27'32'’, 39'54'’ | Marcatori | 23'40'’ Petry |

| Arbitri: | Nicola Manzione Chiara Perona Vladimir Kadykov |
| Crono:   | Admir Zahovič                                  |

|                                                               |           |                |
| Mellado 1'36'’, 23'41'’ Lozano 9'22'’ Campos 15'32'’, 34'22'’ | Marcatori | 33'48'’ Serbin |

### Semifinali
| Arbitri: | Nicola Manzione Cédric Pelissier Grigori Ošomkov |
| Crono:   | Gábor Kovács                                     |

|                               |           |                                                  |
| Siriy 15'25'’ Abakšyn 34'31'’ | Marcatori | 1'16'’ Sokolov 14'31'’ Afanas'ev 30'01'’ Nijazov |

| Arbitri: | Nikola Jelić Vedran Babic Ondřej Černý |
| Crono:   | Vladimir Kadykov                       |

|                                                 |           |                            |
| B. Coelho 28'56'’ (rig.) Zicky 31'10'’, 38'41'’ | Marcatori | 0'17'’ Gomez 12'35'’ Chino |

### Finale 3º posto
| Arbitri: | Eduardo Coelho Cristiano José Santos Nikola Jelić |
| Crono:   | Cédric Pelissier                                  |

|                                                             |           |                      |
| Mellado 10'46'’ Solano 17'54'’ Boyis 30'40'’ Adolfo 31'06'’ | Marcatori | 16'52'’ Černjavs'kyj |

### Finale
| Arbitri: | Juan José Cordero Gallardo Alejandro Martinez Flores Chiara Perona |
| Crono:   | David Urdánoz Apezteguía                                           |

|                                                        |           |                                  |
| Paçó 18'39'’ A. Coelho 26'45'’, 31'16'’ Varela 39'59'’ | Marcatori | 9'49"’ Sokolov 12'45'’ Afanas'ev |

## Classifica marcatori
Il conteggio include solamente le reti siglate nella fase finale.
7 goal
- Birjan Orazov

5 goal
- Artëm Antoškin
- Ivan Čiškala
- Anton Sokolov

4 goal
- Douglas Júnior
- Afonso Jesus
- Pany Varela
- Sergio Lozano (1 tiro libero)
- Mychajlo Zvaryč

3 goal
- Rafael Vilela
- Douglas Nicolodi
- Zicky Té
- Tomáš Drahovský (1 rigore)
- Raúl Campos
- Raúl Gómez
- Miguel Ángel Mellado
- Danyil Abakšyn

2 goal
- Nermin Kahvedžić
- Matej Horvat
- Franko Jelovčić
- Henri Alamikkotervo
- Panu Autio
- Miika Hosio
- Thales Feitosa (1 rigore)
- Bruno Petry
- Cainan De Matos
- Arnold Knaub
- Azat Valiullin
- Patryk Hoły
- André Coelho
- Tomás Paçó
- Andrej Afanas'ev
- Ivan Milovanov
- Artëm Nijazov
- Peter Kozár
- Martin Směřička
- Nejc Hozjan
- Marko Pršić (1 rigore)
- Chino
- Adolfo Fernández
- Carlos Ortiz
- Francisco Solano
- Ihor Korsun
- Petro Šoturma (1 rigore)

1 goal
- İsa Atayev
- Bolinha
- Eduardo Borges
- Éverton Cardoso
- Josip Bošković
- Anel Radmilović (1 rigore)
- Kristijan Postružin
- Antonio Sekulić
- Juhana Jyrkiäinen
- Jani Korpela
- Juha-Matti Savolainen
- Elisandro
- Archil Sebiskveradze
- Alex Merlim
- Higuita
- Jomart Toqaev
- Mohamed Attaibi
- Lahcen Bouyouzan
- Saïd Bouzambou
- Jordany Martinus
- Oualid Saadouni
- Tomasz Kriezel
- Sebastian Leszczak (1 tiro libero)
- Miguel Ângelo
- Bruno Coelho (1 rigore)
- Pauleta
- Daniil Davydov
- Paulinho
- Robinho
- Slobodan Rajčević
- Denis Ramić
- Andreja Stojcevski
- Dragan Tomić
- Peter Serbin
- Matúš Ševčík
- Žiga Čeh
- Matej Fideršek
- Denis Totošković
- Teo Turk
- Boyis
- Borja Díaz
- Cecilio Morales
- Ihor Černjavs'kyj
- Yaroslav Lebid
- Volodymyr Razuvanov
- Yevhen Siriy

1 autogoal
- Kristijan Vasić (pro Ucraina)
- Giorgi Ghavtadze (pro Spagna)
- Irak'li Todua (pro Spagna)
- Alex Merlim (pro Slovenia)
- Oualid Saadouni (pro Portogallo)
- Stefan Rakić (pro Paesi Bassi)
- Sergio Lozano (pro Azerbaigian)

## Arbitri
| Nazione     | Arbitro                    |
| ----------- | -------------------------- |
| Croazia     | Vedran Babić               |
| Inghilterra | Marc Birkett               |
| Moldavia    | Viktor Bugenko             |
| Portogallo  | Miguel Castilho            |
| Francia     | Victor Chaix               |
| Rep. Ceca   | Ondřej Černý               |
| Turchia     | Kamil Çetin                |
| Portogallo  | Eduardo Coelho             |
| Spagna      | Juan José Cordero Gallardo |
| Danimarca   | David Grøndal Nissen       |
| Croazia     | Nikola Jelić               |
| Russia      | Vladimir Kadykov           |

| Nazione   | Arbitro                   |
| --------- | ------------------------- |
| Bulgaria  | Borislav Kolev            |
| Ungheria  | Gábor Kovács              |
| Rep. Ceca | Jan Kresta                |
| Italia    | Nicola Manzione           |
| Spagna    | Alejandro Martínez Flores |
| Svizzera  | Daniel Matkovic           |
| Estonia   | Grigori Ošomkov           |
| Francia   | Cédric Pelissier          |
| Italia    | Chiara Perona             |
| Serbia    | Petar Radojcic            |
| Belgio    | Stefan Vrijens            |
| Slovenia  | Admir Zahovič             |

## Classifica finale
| N  | Squadra              | Pt | G | V | N | P | GF | GS | DR  | Risultato finale                         |
| -- | -------------------- | -- | - | - | - | - | -- | -- | --- | ---------------------------------------- |
|    | Portogallo           | 18 | 6 | 6 | 0 | 0 | 19 | 9  | +10 | Campione                                 |
|    | Russia               | 15 | 6 | 5 | 0 | 1 | 24 | 9  | +15 | 2º posto                                 |
|    | Spagna               | 13 | 6 | 4 | 1 | 1 | 26 | 8  | +18 | 3º posto                                 |
| 4  | Ucraina              | 6  | 6 | 2 | 0 | 4 | 16 | 15 | +1  | 4º posto                                 |
| 5  | Kazakistan           | 7  | 4 | 2 | 1 | 1 | 17 | 12 | +5  | Eliminate ai quarti di finale            |
| 5  | Georgia              | 6  | 4 | 2 | 0 | 2 | 6  | 14 | -8  | Eliminate ai quarti di finale            |
| 5  | Finlandia            | 4  | 4 | 1 | 1 | 2 | 9  | 13 | -4  | Eliminate ai quarti di finale            |
| 5  | Slovacchia           | 4  | 4 | 1 | 1 | 2 | 9  | 17 | -8  | Eliminate ai quarti di finale            |
| 9  | Azerbaigian          | 4  | 3 | 1 | 1 | 1 | 8  | 7  | +1  | Eliminate nella fase a gironi (3º posto) |
| 9  | Paesi Bassi          | 3  | 3 | 1 | 0 | 2 | 6  | 9  | -3  | Eliminate nella fase a gironi (3º posto) |
| 9  | Croazia              | 3  | 3 | 1 | 0 | 2 | 6  | 10 | -4  | Eliminate nella fase a gironi (3º posto) |
| 9  | Slovenia             | 2  | 3 | 0 | 2 | 1 | 7  | 8  | -1  | Eliminate nella fase a gironi (3º posto) |
| 13 | Serbia               | 3  | 3 | 1 | 0 | 2 | 6  | 12 | -6  | Eliminate nella fase a gironi (4º posto) |
| 13 | Italia               | 2  | 3 | 0 | 2 | 1 | 6  | 9  | -3  | Eliminate nella fase a gironi (4º posto) |
| 13 | Polonia              | 1  | 3 | 0 | 1 | 2 | 4  | 10 | -6  | Eliminate nella fase a gironi (4º posto) |
| 13 | Bosnia ed Erzegovina | 0  | 3 | 0 | 0 | 3 | 4  | 11 | -7  | Eliminate nella fase a gironi (4º posto) |